# La llegada del otoño
La llegada del otoño (秋立ちぬ Aki tachinu?), también titulada El otoño ya ha comenzado, es una película dramática japonesa de 1960 dirigida por Mikio Naruse y protagonizada por Nobuko Otowa y Kamatari Fujiwara en los papeles principales.

## Sinopsis
Después de la muerte de su padre, Hideo y su madre Shigeko abandonan Ueda, en la prefectura de Nagano, para ir a Tokio, donde ella empieza a trabajar en un ryokan (un tipo de alojamiento tradicional japonés), mientras Hideo se muda con la familia de su tío. Allí se hace amigo de Junko, un poco más joven que él, la hija de la empleadora de Shigeko, Naoyo, quien es la amante de un hombre de negocios casado que financia el ryokan. 
Los dos niños comienzan a hacer repetidos viajes por la ciudad juntos, que finalmente los llevan al océano que Hideo solo conoce por imágenes. Hideo finalmente se queda solo cuando su madre se escapa con un invitado y Junko se muda después de que su padre venda el negocio de su madre.

## Elenco
- Kenzaburō Ōsawa como Hideo
- Nobuko Otowa como Shigeko, la madre de Hideo
- Kamatari Fujiwara como el tío de Hideo
- Natsuko Kahara la tía de Hideo
- Yosuke Natsuki como Shotaro
- Futaba Ichiki como Junko (acreditado Futaba Hitotsugi)
- Murasaki Fujima como Naoyo, la madre de Junko
- Daisuke Katō como Tomioka
- Hisako Hara como Harue
- Seizaburō Kawazu como Kasao
- Kin Sugai como una sirvienta del ryokan

## Recepción
En su Manual crítico de directores de cine japoneses de 2008, el historiador de cine Alexander Jacoby calificó la película como una «historia precisa y clara de la vida emocional de un niño, con algo de la calidad agridulce de [Hiroshi] Shimizu».
El crítico Enrique Seknadje escribió sobre la película: «Naruse logra hacer sentir al espectador la tristeza infinita que ahoga a Hideo y Junko —seres frágiles, en construcción— sin ninguna pesadez dramática, con gran mesura, realismo sincero, finas referencias a la actualidad. En este sentido, observemos (...) que ciertas escenas de la película, y en particular aquellas en las que Hideo expresa su deseo de ver el mar y lo ve con Junko, o solo, recuerdan inevitablemente a esta obra maestra de la Nouvelle vague que son Los 400 Golpes (1959).
La película se proyectó en el Museo de Arte de Berkeley y el Archivo de Cine del Pacífico (BAMPFA) en 2006.